# Makoto Okazaki (Fußballspieler)
Makoto Okazaki (jap. 岡崎 慎, Okazaki Makoto; * 10. Oktober 1998 in Tokio, Präfektur Tokio) ist ein japanischer Fußballspieler.

## Karriere

### Verein
Makoto Okazaki erlernte das Fußballspielen in der Jugendmannschaft vom FC Tokyo. Hier unterschrieb er 2017 auch seinen ersten Profivertrag. Der Verein, der in der Präfektur Tokio beheimatet ist, spielte in der höchsten Liga, der J1 League. Die U23–Mannschaft spielt in der dritten japanischen Liga, der J3 League. Makoto Okazaki spielte bis Ende 2019 in beiden Mannschaften. 2019 wurde er mit der ersten Mannschaft Vizemeister der J1. Anfang 2020 wurde er an den Ligakonkurrenten Shimizu S-Pulse nach Shimizu ausgeliehen. Für S-Pulse bestritt er neun Ligaspiele. Nach der Ausleihe kehrte er zum FC Tokyo zurück. Nach insgesamt 26 Ligaspielen für Tokyo wechselte er im Januar 2023 zum Zweitligisten Roasso Kumamoto.

### Nationalmannschaft
Makoto Okazaki spielte 2018 einmal in der U21–Nationalmannschaft und siebenmal in der U23–Nationalmannschaft.

## Erfolge
FC Tokyo
- Japanischer Vizemeister: 2019